# Johann Gottlieb Fichte
Johann Gottlieb Fichte (Ramenau, 19 de maio de 1762 — Berlim, 29 de janeiro de 1814) foi um filósofo alemão pós-kantiano e o primeiro dos grandes idealistas alemães. Sua obra é considerada como uma ponte entre as ideias de Kant e Hegel, mas ele também tem sido reconhecido como um importante filósofo no seu próprio mérito graças às suas inovações como a ideia do Eu Absoluto e os conceitos de tese-antítese-síntese, que são a base do que hoje se conhece por pensamento dialético. 
Assim como Descartes e Kant antes dele, Fichte se interessou pelo problema da subjetividade e da consciência humana. 
Fichte também escreveu trabalhos de filosofia política e é considerado, por alguns, como um dos idealizadores do nacionalismo na Alemanha.

## Biografia
Johann Gottlieb Fichte era um dos 10 filhos de um modesto artesão. Desde menino já sobressaía por sua capacidade de resumir precisamente o sermão dominical do pastor. Um nobre da região decidiu finalmente cuidar da sua educação, na escola principesca de Pforta, onde passou seis anos muito difíceis, pois Fichte sofria com a rigidez da hierarquia, tentando por vezes até fugir. Entretanto, neste mesmo período, Fichte começou a atualizar-se nas discussões mais importantes que estavam acontecendo nos meios filosóficos. Ocupou-se principalmente, da controvérsia entre Lessing e o teólogo Johann Melchior Goeze, pastor principal de Hamburgo, sobre a relação entre iluminismo e teologia.
Talvez não apenas por influência de seus pais, mas também por sua própria vontade, Fichte passa a estudar teologia, em 1780, em Jena. No embate que existia entre a liberdade e o determinismo, Fichte manifestava-se a favor do determinismo.

Devido à necessidade financeira e sem haver concluído seus estudos, Fichte passa a trabalhar como preceptor a partir de 1784, primeiramente em Leipzig, depois em Zurique, onde conhece Johana Rahn, uma sobrinha do poeta Klopstock que mais tarde será sua esposa.

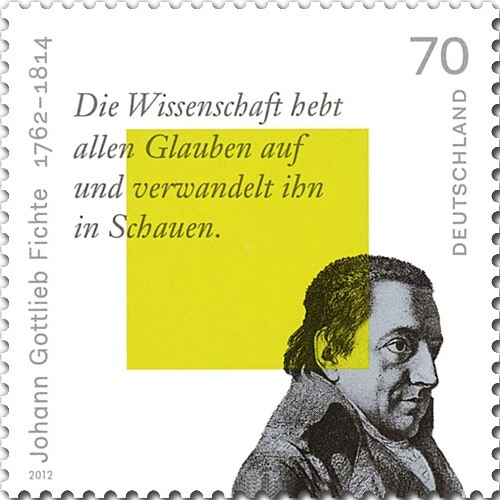
Selo alemão de 2012 em homenagem ao filósofo

Fichte decidiu devotar sua vida à filosofia, depois de ler as três Críticas de Immanuel Kant, publicadas em 1781, 1788 e 1790. Em 1790, ele volta para Leipzig, onde um pupilo seu pede para ter lições sobre a filosofia kantiana. Apesar de mal conhecer as obras de Kant, Fichte aceita o pedido e passa a estudar com afinco as obras de Kant, dando conta das três Críticas em poucas semanas. A leitura das Críticas foi muito importante para que Fichte superasse o determinismo, fazendo com que se evidenciasse que o "novo mundo" é o mundo da liberdade, que se evidenciava como a chave para entender toda a estrutura da razão. Segundo diz o próprio Fichte em carta a Johana "a vontade humana é livre, e a felicidade não é o fim do nosso ser, mas a dignidade de ser feliz". São, portanto, essas convicções que tornam Fichte um filósofo, aos 28 anos.

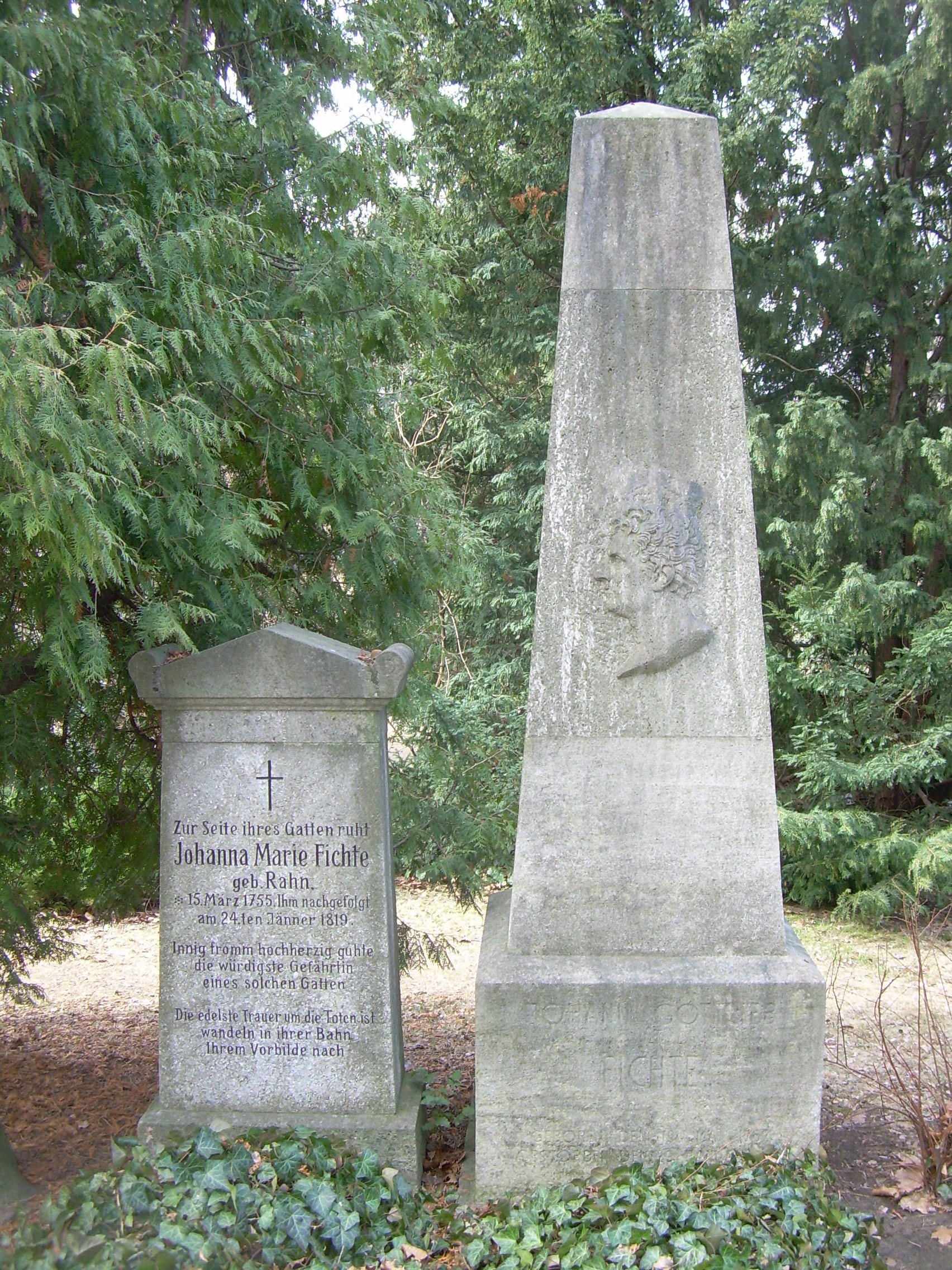
Sepulturas de Fichte e sua mulher

Sua investigação de uma crítica de toda a revelação obteve a aprovação de Kant, que pediu a seu próprio editor para publicar o manuscrito. O livro surgiu em 1792, sem o nome nem o prefácio do autor, e foi saudado amplamente como uma nova obra de Kant. Quando Kant esclareceu o equívoco, Fichte tornou-se famoso da noite para o dia e foi convidado a lecionar na Universidade de Jena. Acusado de ateísmo, perdeu o emprego e mudou-se para Berlim. Fichte foi um conferencista popular, mas suas obras teóricas são difíceis. 
Morreu em 27 de janeiro de 1814. Encontra-se sepultado no Dorotheenstädtischer Friedhof, Berlim, Alemanha.

## Relevância
Fichte exerceu forte influência sobre os representantes do idealismo alemão, assim como sobre as teorias filosóficas de Friedrich Schelling e G.W.F. Hegel. Suas obras principais são Doutrina da Ciência, Doutrina do Direito e os Discursos à nação alemã (1807 - 1808). Fichte pronunciou seus Discursos em plena ocupação militar do seu país pelos exércitos napoleônicos, conclamando o povo a construir a nação, superar a dominação estrangeira e as estruturas feudais ainda predominantes no país e que impediam a sua unificação - um processo que só seria concluído muito mais tarde, em 1871.

## Pensamento
Fichte não aceitou o argumento kantiano sobre a existência dos noumena ou "coisas em si", realidades suprassensíveis além das categorias da razão humana. Ele viu a separação rigorosa e sistemática entre "coisas em si" e coisas "como nos são representadas" (fenômenos) como um convite ao ceticismo.
Em vez de aceitar tal ceticismo, Fichte sugeriu radicalmente que se deve abandonar a noção do mundo numenal (e a "coisa em si") e, em vez disso, aceitar que a consciência não tem seu fundamento no chamado "mundo real", imaginariamente representado como "fora" da consciência cognitiva. De fato, Fichte é famoso por seu argumento original de que a consciência não precisa de outro fundamento além de si mesma: dessa forma, o conhecimento não parte mais do fenômeno, mas do sujeito, na medida em que dá sentido ao mesmo processo cognitivo. Assim se cria o idealismo: a realidade, em termos epistemológicos, é produto do sujeito pensante; em oposição ao realismo ingênuo e ao empirismo, que afirma que os objetos a serem conhecidos existem independentemente do sujeito que os percebe.
Essa noção acabou se tornando a característica definidora do idealismo alemão e, portanto, a chave essencial para entender a filosofia de Georg Wilhelm Friedrich Hegel. Embora rompa em certa medida com a crítica kantiana, Fichte é ao mesmo tempo o elo entre Kant —seu mestre— e a virada para o sujeito que caracterizará todo o idealismo alemão. Nesse sentido - e apesar das próprias opiniões escritas de Kant - Fichte se via como um seguidor consistente da obra de Kant. Conforme declarado na Fundação de toda doutrina da ciência, trata-se, em última análise, de dar continuidade às consequências epistemológicas e ontológicas contidas na postulação do sujeito kantiano. As categorias em Kant não têm gênese, são dadas; ao passo que, em Fichte, as categorias têm gênese, pois são autopoiéticas: são construídas na interação universal e necessária entre o "eu" e o "não-eu", e sua síntese.
Em sua famosa obra Foundation of Natural Law, Fichte estabelece que a autoconsciência é um fenômeno social. Ou seja: ele afirma que, embora sua existência dependa dos objetos do mundo externo, contudo, a mera percepção desses objetos externos depende da autoconsciência. A solução para esse paradoxo, para Fichte, é que um ser racional adquire plenamente sua consciência quando é "evocado" como consciente por outro ser racional fora de si. Por conta dessa necessidade de relacionamento com outros seres racionais para a obtenção da consciência, ele afirma que deve haver uma "relação de direito" em que haja um reconhecimento mútuo da racionalidade por ambas as partes.
Na economia, desconfiava do livre comércio e de suas consequências, e defendia o que chamava de "estado comercial fechado": um esquema econômico regulado e solidário, com elementos de protecionismo contra a irracionalidade do mercado. No final da vida, e com a Restauração em curso na Alemanha, foi acusado de ateísmo e expulso da Universidade.

### "Socialismo ético"
Em suas Contribuições destinadas a corrigir o julgamento do público sobre a Revolução Francesa, obra publicada em 1793, logo após a queda da Monarquia na França, Fiche reflete sobre a nova concepção de propriedade que a revolução trouxera - agora fruto de trabalho e não de privilégio, esfera de atividade e não de apropriação das coisas - e afirma que "todo homem que trabalha" tem direito a possuir "uma dieta suportável pelo corpo humano e em quantidade suficiente para recuperar as forças, um pedaço de roupas apropriadas, e uma habitação sã e sã". Para Jacques Droz, este é "o ponto de partida do socialismo fichtiano", cujos axiomas ele enuncia em Fundamento da lei natural segundo os princípios da doutrina da ciência (1796) e que seria posto em prática em O Estado Comercial Fechado (1800). Segundo Fichte, o Estado é quem deve garantir que cada pessoa receba um mínimo de bens que lhe permita viver "do seu próprio trabalho" "tão livre e confortavelmente quanto a natureza permitir".
O homem deve trabalhar, não como um animal de carga que adormece sob seu peso e que, depois de reabastecer insuficientemente suas forças esgotadas, é despertado novamente para carregar o mesmo peso. Deve trabalhar sem medo, com prazer e com alegria, reservando o tempo livre para elevar o espírito e o olhar ao céu, para cuja contemplação foi feito.
Para atingir este objetivo, o Estado racional (Vernunftstaat) deve regular toda a atividade econômica no quadro de um "Estado comercial fechado" (autarquia), que mantém o mínimo possível de relações comerciais com o mundo exterior. No entanto, para que o sistema funcione, os cidadãos devem estar cientes de seus deveres e de seu compromisso com a comunidade; daí a importância que ele atribui à "educação nacional". O objetivo do sistema, como apontou Jacques Droz, não é "uma equalização artificial de condições; não tem em perspectiva uma distribuição mecânica dos bens, deixa ao trabalho individual o cuidado de aumentar a propriedade originalmente concedida». O socialismo de Fichte é, portanto, "um socialismo ético, e seu objetivo final é a realização do destino superior dos indivíduos".
Os principais resultados da teoria exposta são estes: que, num Estado de direito, as três classes principais da nação se calculam entre si, e cada uma limitada a certo número de indivíduos; que a cada cidadão seja assegurada a sua parte proporcional em todos os produtos e manufaturas do país em troca do trabalho que lhe for atribuído, sem outro equivalente, como se pratica nos funcionários públicos; que para esse fim o valor das coisas em si é fixado e mantido, e seu preço em relação ao dinheiro; Finalmente, para que isso seja realizável, todo comércio entre cidadãos e estrangeiros deve ser impossibilitado. - O Estado Comercial Fechado (1800)

### Trabalhos selecionados em Alemão

#### Estudos Científicos
- Ueber den Begriff der Wissenschaftslehre oder der sogenannten Philosophie (1794)
- Grundlage der gesamten Wissenschaftslehre (1794/1795)
- Wissenschaftslehre nova methodo (1796–1799: "Halle Nachschrift," 1796/1797 and "Krause Nachschrift," 1798/1799)
- Versuch einer neuen Darstellung der Wissenschaftslehre (1797/1798)
- Darstellung der Wissenschaftslehre (1801)
- Die Wissenschaftslehre (1804, 1812, 1813)
- Die Wissenschaftslehre, in ihrem allgemeinen Umrisse dargestellt (1810)

#### Outras obras em Alemão
- Versuch einer Critik aller Offenbarung (1792)
- Beitrag zur Berichtigung der Urteile des Publikums über die französische Revolution (1793)
- Einige Vorlesungen über die Bestimmung des Gelehrten (1794)
- Grundlage des Naturrechts (1796)
- Das System der Sittenlehre nach den Principien der Wissenschaftslehre (1798)
- Ueber den Grund unsers Glaubens an eine göttliche Weltregierung (1798)
- Appellation an das Publikum über die durch Churf. Sächs. Confiscationsrescript ihm beigemessenen atheistischen Aeußerungen (Um escrito que se pede para ler antes de ser confiscado) (1799)
- Der geschlossene Handelsstaat. Ein philosophischer Entwurf als Anhang zur Rechtslehre und Probe einer künftig zu liefernden Politik (1800)
- Die Bestimmung des Menschen (1800)
- Friedrich Nicolais Leben und sonderbare Meinungen[9] (1801)
- Philosophie der Maurerei. Briefe an Konstant (1802/03)
- Die Grundzüge des gegenwärtigen Zeitalters (1806)
- Die Anweisung zum seligen Leben oder auch die Religionslehre (1806)
- Reden an die deutsche Nation (1807/1808)
- Das System der Rechtslehre (1812)

#### Correspondência
- Jacobi a Fichte, Texto Alemão (1799/1816), com Introdução e Aparato Crítico de Marco Ivaldo e Ariberto Acerbi (Introdução, Texto Alemão, Tradução Italiana, 3 Apêndices com Textos Complementares de Jacobi e Fichte, Notas Filológicas, Comentário, Bibliografia, Índice) : Istituto Italiano per gli Studi Filosofici Press, Nápoles 2011, ISBN 978-88-905957-5-2.

### Obras reunidas em Alemão
A nova edição padrão das obras de Fichte em alemão, que substitui todas as edições anteriores, é a Edição Completa ("Collected Works" ou "Complete Edition", comumente abreviada como GA), preparada pela Academia de Ciências da Baviera: Edição Completa da Baviera Academy of Sciences, 42 volumes, editado por Reinhard Lauth [de], Hans Gliwitzky, Erich Fuchs e Peter Schneider, Stuttgart-Bad Cannstatt: Frommann-Holzboog, 1962–2012.
Está organizado em quatro partes:
- Parte I: Trabalhos Publicados
- Parte II: Escritos Inéditos
- Parte III: Correspondência
- Parte IV: Transcrições de Aulas

As obras de Fichte são citadas e citadas de GA, seguidas de uma combinação de algarismos romanos e arábicos, indicando a série e o volume, respectivamente, e o(s) número(s) da(s) página(s). Outra edição são as obras completas de Johann Gottlieb Fichte (abrev. SW), ed. IH Fichte. Berlim: de Gruyter, 1971.

### Obras reunidas em inglês
- Concerning the Conception of the Science of Knowledge Generally (Ueber den Begriff der Wissenschaftslehre oder der sogenannten Philosophie, 1794), translated by Adolph Ernst Kroeger. In The Science of Knowledge, pp. 331–336. Philadelphia: J.B. Lippincott & Co., 1868. Rpt., Londres: Trübner & Co., 1889.
- Attempt at a Critique of All Revelation. Trans. Garrett Green. Nova York: Cambridge University Press, 1978. (Tradução de Attempt at a Critique of All Revelation, 1ª ed. 1792, 2ª ed. 1793.)
- Early Philosophical Writings. Trad. e ed. Daniel Breazeale. Ithaca: Cornell University Press, 1988. (Contém seleções dos escritos e correspondências de Fichte do período de Jena, 1794-1799).
- Foundations of the Entire Science of Knowledge. Trad. de: Grundlage der gesammten Wissenschaftslehre (1794/95, 2a. ed. 1802), primeira grande exposição de Fichte sobre a Wissenschaftlehre. In: Heath, Peter; Lachs, John, eds. (1982). The Science of Knowledge. With the First and Second Introductions (reeditado; publicado pela primeira vez pela Meredith Corporation 1970). Col: Textos de filosofia alemã. Traduzido por Heath, Peter; Lachs, John. [S.l.]: Cambridge University Press. ISBN 978-0-521-27050-2
- Foundations of Natural Right. Trans. Michael Baur. Ed. Frederick Neuhouser. Cambridge: Cambridge University Press, 2000. (Tradução da Grundlage des Naturrechts, 1796/97.)
- Foundations of Transcendental Philosophy (Wissenschaftslehre) Nova Methodo [FTP]. Trad. e ed. Daniel Breazeale. Ithaca, NY: Cornell University Press, 1992. (Translation of Wissenschaftslehre nova methodo, 1796–1799.)
- The System of Ethics according to the Principles of the Wissenschaftslehre (trad. de Das System der Sittenlehre nach den Principien der Wissenschaftslehre, 1798). Ed. e trad. Daniel Breazeale and Günter Zöller. Cambridge University Press, 2005.
- Introductions to the Wissenschaftslehre and Other Writings. Trad. e ed. Daniel Breazeale. Indianapolis, e Cambridge: Hackett, 1994. (Contém principalmente escritos do final do período de Jena, 1797–1799.)
- The Vocation of Man, 1848. Trad. Peter Preuss. Indianapolis. (Translation of Die Bestimmung des Menschen, 1800.)
- The Vocation of the Scholar, 1847. (Trad. de Einige Vorlesungen über die Bestimmung des Gelehrten, 1794.)
- The Closed Commercial State: J G Fichte (com ensaio interpretativo do tradutor e glossário alemão-inglês). Col: SUNY series in Contemporary Continental Philosophy. Traduzido por Adler, Anthony Curtis. Albany, New York: State University of New York Press. 2013. ISBN 978-1-4384-4021-7
- A Crystal Clear Report to the General Public Concerning the Actual Essence of the Newest Philosophy: An Attempt to Force the Reader to Understand. Trans. John Botterman and William Rash. In: Philosophy of German Idealism, pp. 39–115. (trad. de Sonnenklarer Bericht an das grössere Publikum über das Wesen der neuesten Philosophie, 1801.)
- The Science of Knowing: J.G. Fichte's 1804 Lectures on the Wissenschaftslehre (com uma introdução do tradutor e um glossário alemão-inglês). Col: SUNY series in Contemporary Continental Philosophy. Traduzido por Wright, Walter E. Albany, New York: State University of New York Press. 2005. ISBN 978-0-7914-6449-6
- Outline of the Doctrine of Knowledge, 1810 (trad. de Die Wissenschaftslehre, in ihrem allgemeinen Umrisse dargestellt publicada como The Popular Works of Johann Gottlieb Fichte, Trubner and Co., 1889; trad. William Smith.)
- On the Nature of the Scholar, 1845 (Trad. de Ueber das Wesen des Gelehrten, 1806.)
- Characteristics of the Present Age (Die Grundzüge des gegenwärtigen Zeitalters, 1806). In: The Popular Works of Johann Gottlieb Fichte, 2 vols., trad.e ed. William Smith. Londres: Chapman, 1848/49. Reprint, Londres: Thoemmes Press, 1999.
- Addresses to the German Nation (Reden an die deutsche Nation, 1808), ed. and trans. Gregory Moore. Cambridge University Press, 2008.
- The Philosophical Rupture Between Fichte and Schelling: Selected Texts and Correspondence (1800–1802). Trand. e eds. Michael G. Vater e David W. Wood. Albany, NY: State University of New York Press, 2012. Inclui os seguintes textos de Johann Gottlieb Fichte: Correspondência com F. W. J. Schelling (1800–1802); "Announcement" (1800); extrato de "New Version of the Wissenschaftslehre" (1800); "Comentários sobre o Sistema de Idealismo Transcendental de Schelling e Apresentação do Meu Sistema de Filosofia" (1800-1801).

### Trabalhos selecionados em inglês
- J.G. Fichte. "The Wissenschaftslehre is Mathematics" ("Announcement", 1800/1801). *
- Addresses to the German Nation (1922). (Trs. R. F. Jones and G. H. Turnbull.) IA (UToronto)
- The Destination of Man (1846). Tradução alternativa de The Vocation of Man. (Tr. Mrs. Percy Sinnett.) IA (UToronto)
- Doctrine de la science (Paris, 1843).Tradução francesa de Foundations of the Entire Science of Knowledge. Google (Harvard) Google (Oxford) Google (UMich) (em francês)
- Johann Gottlieb Fichte's Popular Works (1873). (Tr. William Smith.) IA (UToronto)
- New Exposition of the Science of Knowledge (1869). Translation of Versuch einer neuen Darstellung der Wissenschaftslehre. (Tr. A. E. Kroeger.) Google (Harvard) Google (NYPL) IA (UToronto)
- On the Nature of the Scholar (1845). Alternative translation of The Vocation of the Scholar. (Tr. William Smith.) IA (UToronto)
- The Popular Works of Johann Gottlieb Fichte (1848–49). (Tr. William Smith.)
  - Volume 1, 1848. Google (Oxford) IA (UToronto) 4th ed., 1889. IA (UIllinois) IA (UToronto)
  - Volume 2, 1849. IA (UToronto) 4th ed., 1889. Google (Stanford) IA (UIllinois) IA (UToronto)
- The Science of Ethics as Based on the Science of Knowledge (1897). (Tr. A. E. Kroeger.) Google (UMich) IA (UToronto)
- The Science of Knowledge (1889). Alternative translation of Foundations of the Entire Science of Knowledge. (Tr. A. E. Kroeger.) IA (UToronto)
- The Science of Rights (1889). (Tr. A. E. Kroeger.) IA (UCal)
- (German) Versuch einer Critik aller Offenbarung (Königsberg, 1792; 2nd ed. 1793). Gallica Google (Oxford) Google (Oxford)
- The Vocation of Man (1848). (Tr. William Smith.) Google (Oxford) 1910. Google (UCal)
- The Vocation of the Scholar (1847). (Tr. William Smith.) IA (UCal)
- The Way Towards the Blessed Life (1849). (Tr. William Smith.) Google (Oxford)
- "On the Foundation of Our Belief in a Divine Government of the Universe"; tradução alternativa de "Na Base de Nossa Crença em uma Governança Mundial Divina" (trad. anon. nd).